# Pericoptus frontalis
Pericoptus frontalis es un escarabajo de la arena de la familia Scarabaeidae, endémico de Nueva Zelanda que habita orillas de río arenosas y bancos de arena en Otago. Fue descrito por primera vez por Thomas Broun en 1904. El erizo europeo es un depredador natural de P. frontalis.